# 市场街大桥 (费城)
市场街大桥（英語：Market Street Bridge）是美国宾夕法尼亚州费城主要东西干道市场街的一座大桥，跨越斯库尔基尔河。目前的大桥是该地所修建的第五座永久桥梁。

## 第一大桥-斯库尔基尔永久桥梁

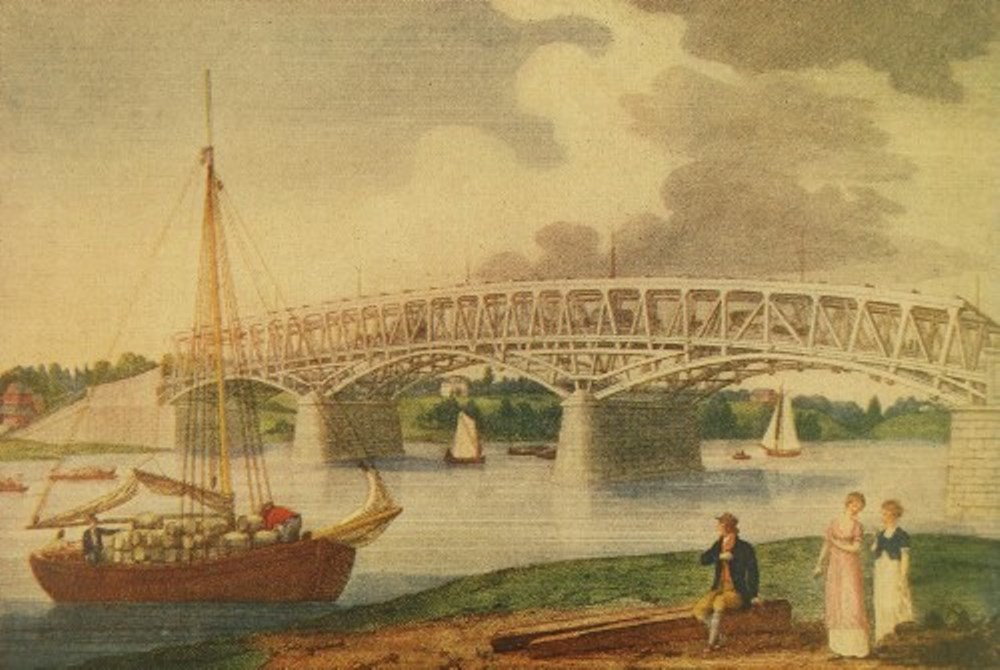
高街大桥（1805年）
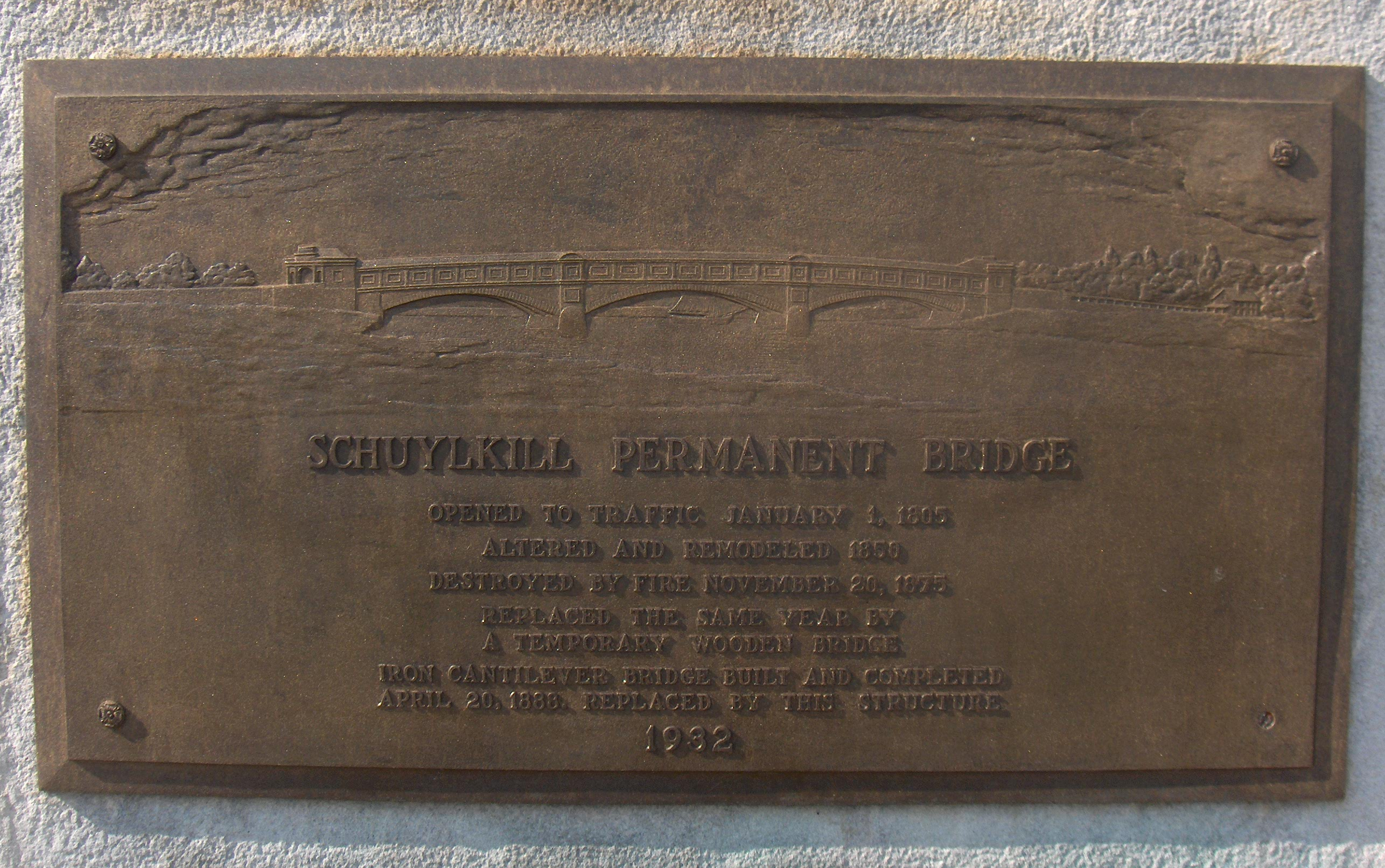
斯库尔基尔永久桥梁（1801-1875年）的牌匾位于现今大桥的中央

## 第三大桥

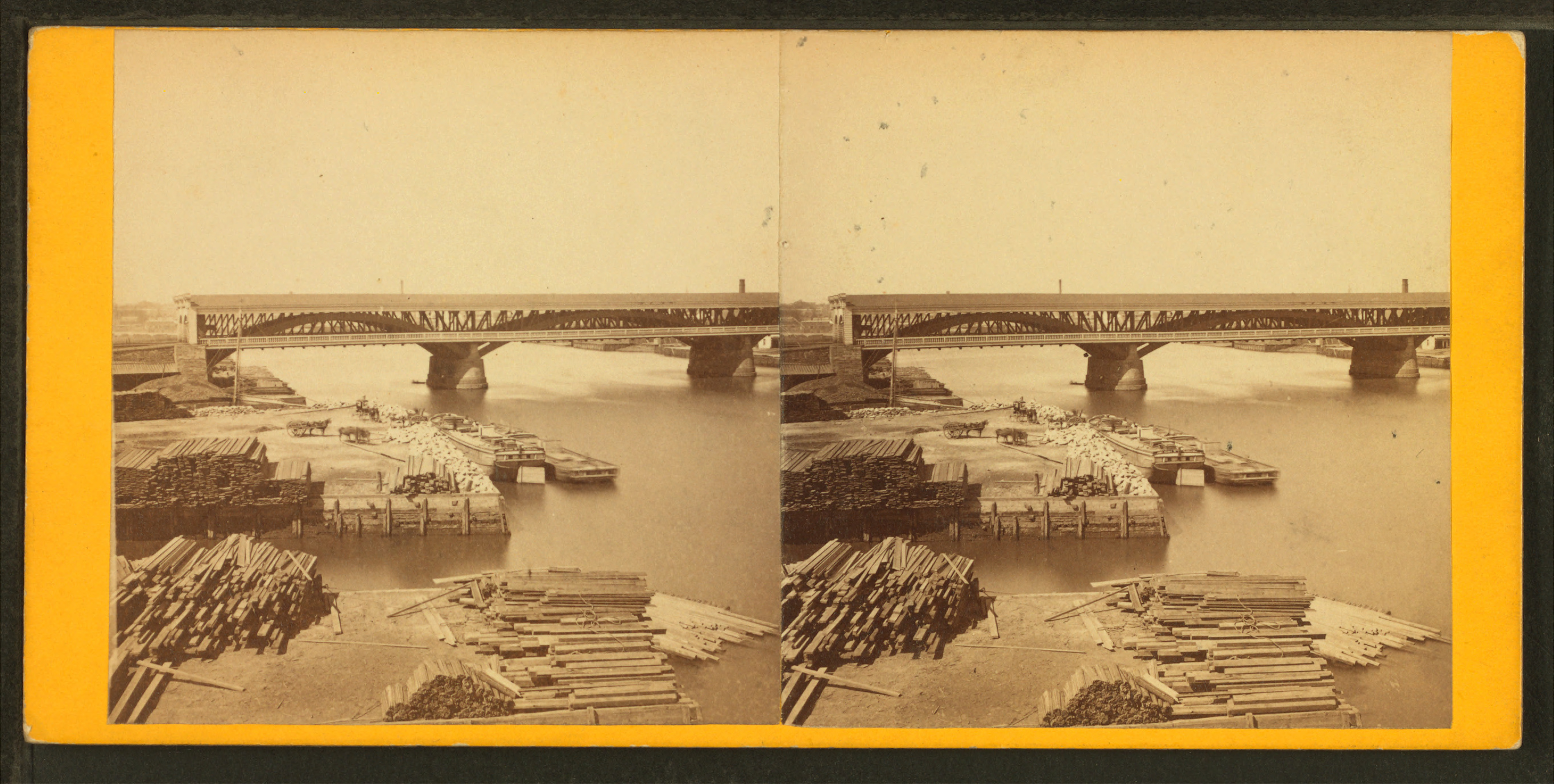
第三市场街大桥（1875-1888年）

## 第五大桥（现今）

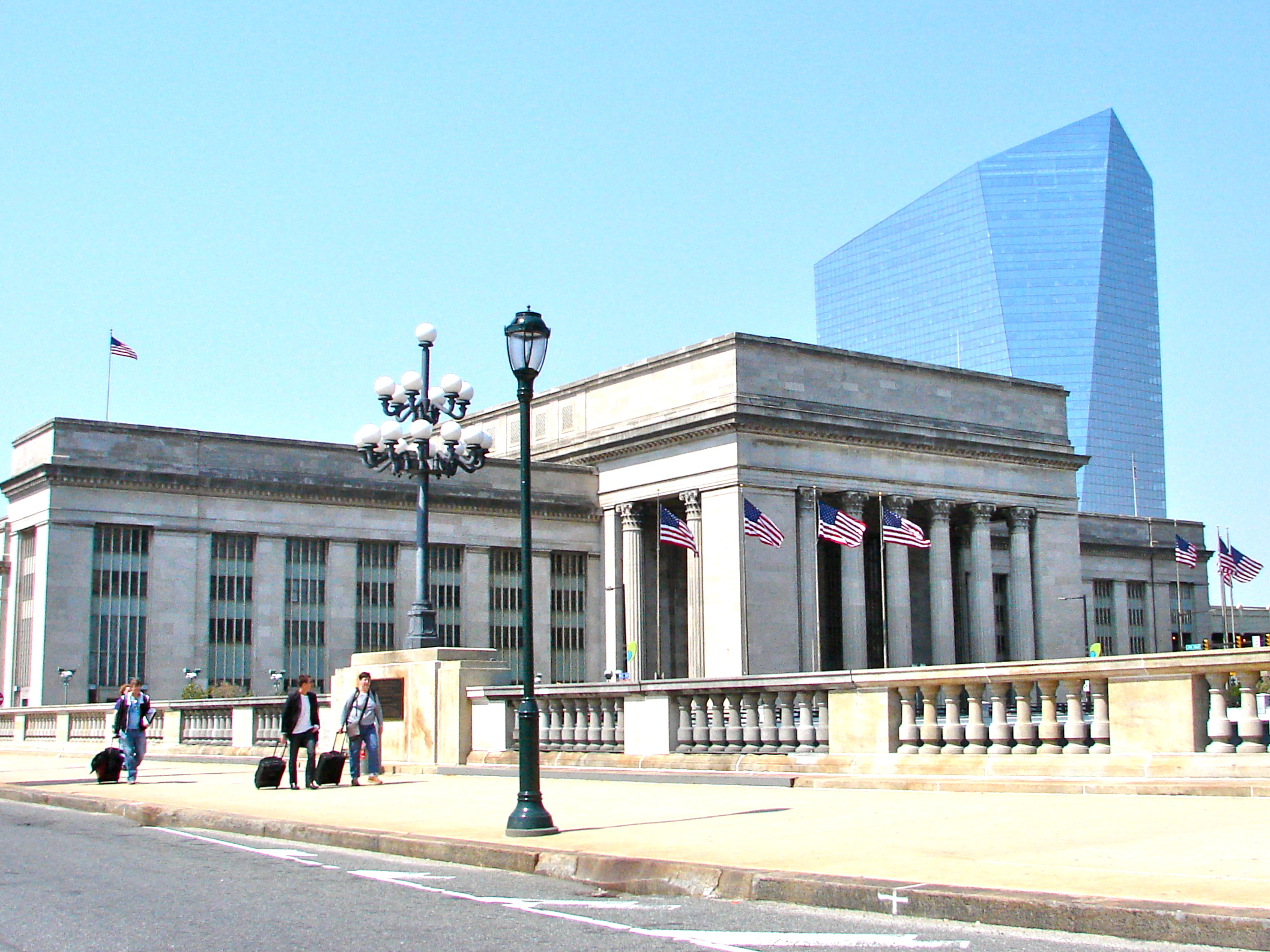
目前的大桥，背景为30街车站和Cira中心（英语：Cira Centre）。
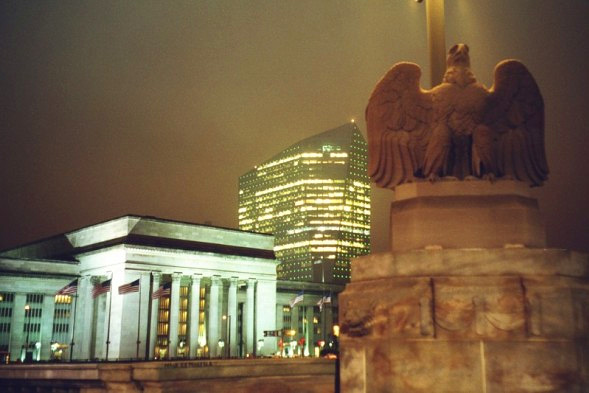
纽约市宾夕法尼亚车站的老鹰雕塑被抢救出来后安放于此。

## 扩展阅读
- Wilmer Z. Klein, "Philadelphia Bridges: Past, Present and Future," （页面存档备份，存于） Proceedings of the Engineers' Club of Philadelphia, Volume 34 (1917).
- Adapted from Shank, William H. . York, PA: American Canal & Transportation Center. 1980: 3–4. ISBN 0-933788-33-9. and from other sources.